# Josefine Mutzenbacher
Josefine Mutzenbacher oder Die Geschichte einer Wienerischen Dirne is een erotisch roman oorspronkelijk anoniem gepubliceerd in Wenen in 1906. Het werk is geschreven in het lokale dialect van Wenen uit die tijd en wordt beschouwd als een zeldzame linguïstische bron voor onderzoekers vanwege het gebruik van specifieke dialecten in dialogen.
De auteurschap van de roman was aanvankelijk onzeker, met toewijzingen aan Felix Salten of Arthur Schnitzler. Echter, een stylometrische analyse in 2022 suggereerde dat Felix Salten de meest waarschijnlijke auteur is, met uitzondering van de laatste pagina's van de roman.
Het verhaal is gestructureerd als een eerstepersoonsvertelling en volgt het leven van een ervaren 50-jarige Weense courtisane die terugblikt op haar seksuele ervaringen tijdens haar jeugd in Wenen.
De roman is vertaald in verschillende talen, waaronder Nederlands, Engels, Zweeds, Fins, Frans, Spaans, Italiaans, Hongaars, Hebreeuws en Japans. Het boek is al meer dan een eeuw in druk en heeft meer dan 3 miljoen exemplaren verkocht, waarmee het de status van een erotisch bestseller heeft bereikt in de Duitstalige wereld.
De kritische, geannoteerde editie van de Duitstalige tekst werd gepubliceerd in 2021. Het voorwoord van de uitgever, opgesteld als een overlijdensbericht, werd uitgesloten van Engelse vertalingen tot 2018 en beweert dat Josefine het manuscript aan haar arts naliet voor haar dood als gevolg van complicaties na een operatie. De geboorte van de protagonist wordt vermeld als 20 februari 1852 in Wenen, en haar dood wordt vastgelegd op 17 december 1904.